# Angyalföldi evangélikus templom
A Budapest-Angyalföldi Evangélikus Egyházközség temploma az angyalföldi Kassák Lajos utcában áll 1938 óta. Az épület átadása után a belső berendezést tovább szépítették, majd a második világháború súlyos pusztítást hozott. A templom háború után elkészült harangja ma a legnagyobb evangélikus harang a pesti oldalon.

## A templomépület leírása
A kívülről egyszínű szürke templom klasszicista jegyeket mutat. A homlokzata a Kassák Lajos utcára néző négyzetes alakú, kevés dísszel ellátott fal, melynek közepén nyílik a bejárat; két oldalt egy-egy kisméretű, kör alakú ablak található. A bejárathoz tíz fokú lépcsősor vezet fel, a  kazettás bejárati ajtót két, az oldalán álló dísztelen oszlop keretezi. A párkányos architráv alatti felirat hirdeti, hogy 
ERŐS VÁR A MI ISTENÜNK
A keresztgerenda fölött félkörös ablak látható és körülötte félkörös bemélyedést alakítottak ki a falon. A homlokzatot timpanon koronázza, közepén körablakkal és az ablak alatt füzérdísszel.
Szemből nézve a templom jobb oldalán áll a négyzet alaprajzú harangtorony. Tetején alacsonyabb hengeres toldalék teszi érdekesebbé, amit kupola és a kereszt koronáz. A torony külön bejárattal is rendelkezik a templom jobb oldala, a Taksony utca felől. E fölött, a bejárat fölötti és a homlokzatot díszítő ablakokkal egy szintben azoknál nagyobb körablakok biztosítják a templom belsejének megvilágítását a torony felől. Fölöttük a homlokzati timpanon szintjében párkány fut körbe, majd tovább haladva fölfelé füzérdísz, téglalap alakú, zsalugáteres ablakok, végül a hasábos toronyrész teteje alatt kisebb körablakok következnek. A torony lábánál, a homlokzati oldalon díszkút is látható.
A templomtól balra boltíves oszlopsor választja el a templomkertet az utcától, emögött áll a parókia. Az oszlopsor egyben a gyülekezet házzal is összeköti a templom épületét.
A templom egy hajós kialakítású, az oltár mögött és az oldalsó ablakok körül boltíves falbemélyedések lettek kialakítva, a mennyezet keresztgerendás kialakítású. Belül a templom díszítése a külsőhöz hasonlóan visszafogott. A fal nagy része egyszínű fehérre van festve, a boltívek belseje vajszínű színezetet kapott. Az ablakok festetlenek, a templom fő díszítőeleme az oltárkép, mely az emmauszi tanítványok történetét eleveníti meg.

## Története

### Az angyalföldi evangélikus közösség kialakulása
1919-ben érkezett Angyalföldre a fasori templom körzetéből Rimár Jenő hitoktató, hogy megszervezze a környék evangélikus hívőinek hitéletét. Kezdetben a Váci úton bérelt imaházakban és angyalföldi iskolákban tartották gyűléseiket, és ezt megelégelve 1923-ban létrehozták az Angyalföldi Luther Szövetséget, és megindult a gyűjtés a városrész új evangélikus templomára.
Hosszú időnek kellett azonban eltelnie, míg a tervet meg lehetett valósítani, a városrészt súlyosan érintette az 1929-33-as gazdasági világválság is. Némely évben mindössze 1000 pengő adomány érkezett, ami eltörpült az építkezésre előirányzott 160 000 pengős cél mellett. A gyülekezet létszáma azonban eközben is egyre növekedett.
A hívek adakozását állami és egyházi segítséggel kiegészítve 1937-re elegendő pénz gyűlt össze, hogy megkezdődjön az építkezés Sándy Gyula terve alapján, amit az előző év karácsonyán kiírt tervpályázaton a legjobbnak találtak. Június 27-én az 1300 összegyűlt hívő előtt elhelyezték a templom alapkövét az oltáralapzatban, és megkezdődött a templom építése. Következő év májusától az istentiszteleteket az alagsorban tartották, az ablakokat kifeszített abroszokkal befedve. 1938 október 30-án Raffay Sándor püspök felszentelte a templomot, december 18-án a Láng család által adományozott harangot is helyére emelték. Az egyházközség első lelkészének 1941-ben Rimár Jenőt nevezték ki.
A templom belső felszerelése még sokáig folytatódott, a hívek adományaiból szerezték be a vörös márvány keresztelőkövet, az alagsorban színpadot építettek, gondoskodtak ruhafogasokról és asztalokról. A templomi padokat a Deák téri templomból kapták meg leselejtezés után. Az oltárkép, Raksányi Dezső műve, 1942-re készül el.

### A templom a második világháború alatt
Az egyházközség ekkori szegénységére jellemző, hogy a második világháború alatt a fasori gyülekezettől kapott élelmiszerjegyeket adták tovább a rászorulóknak.
Budapest ostroma nagy veszélybe sodorta a templomot, a közelben működött a Mezőgazdasági, Fegyver és Gyutacsgyár, ami 1944. szeptember 14-én éjjel porig égett, valamint lángra kapott egy szomszédos fatelep is. A folyamatos bombázás alatt az óvóhellyé alakított alagsorban tartották az istentiszteleteket; a templomudvaron ágyúkat és aknavetőket állítottak fel a magyar, német, majd a szovjet Vörös Hadsereg alakulatai, az alagsorba katonákkal katonákat szállásoltak el.
A háború alatt 10 légiakna-találat érte a templomot, négy a lelkészlakást. A torony kupolája átlyukadt, a harang megrepedt.

### 1945 és a rendszerváltás között
A helyreállítás gyorsan haladt, az ablakokat 1946-ban újraüvegezték, a Szlezák László öntötte 721 kg-os új harang, a legnagyobb evangélikus harang a pesti oldalon 1948-ban készül el. 1950-re a főbejárat sérült oszlopát és a lépcsőfeljárót is helyreállították.
Az 50-es, 60-as éveket a gyülekezet létszámának gyors csökkenése, az alagsor gyakori beázása, az ablakok rendszeres bedobálása jellemezte, amit csak tetézett az 1956-os forradalommal együtt járó felfordulás és pusztítás és az akkori lelkész rossz egészségi állapota. Benczúr László lelkészsége alatt általános felújításra került sor, drótháló került az ablakokra, befalazták az elöntést okozó alagsori csatornanyílást, kifestették a templomot kívülről és belülről. Fűthetővé vált a karzat alatti rész és ekkor készült el a hét regiszteres orgona is.
A tetőt 1986-ban sikerült felújítani, a mintegy 800 négyzetméteres tetőt bitumenes zsindellyel javították ki. A csatorna megtisztítására is sor került.

### A rendszerváltást követően
2017. december 17-én Gáncs Péter püspök szentelte fel a templomban az itt újjáépített, egykori budavári Peskó-orgonát.

## Külső hivatkozások
- Magyarország harangjai. [2010. március 27-i dátummal az eredetiből archiválva]. (Hozzáférés: 2010. július 27.)
- A Budapest-Angyalföldi Evangélikus Egyházközség honlapja. [2009. december 2-i dátummal az eredetiből archiválva]. (Hozzáférés: 2010. július 27.)